# Indira Bajramović
Indira Bajramović es una activista gitana que vive en Bosnia y Herzegovina y es directora de la Association of Roma Women from Tuzla. Trabajó para proporcionar ayuda y socorro a las aldeas rurales romanís, y también abogó por la igualdad de oportunidades para las personas romanís en Bosnia y Herzegovina durante las últimas dos décadas. Específicamente, Bajramović se centró en llamar la atención sobre las dificultades a las que se enfrentan las mujeres romanís desempleadas y las víctimas de abuso o violencia doméstica.

## Biografía
La asociación de Bajramović  se centra en proporcionar alimentos y productos de higiene, así como material escolar para los niños pequeños de las comunidades romanís. Además, la asociación trabaja para proporcionar exámenes médicos privados para mujeres empobrecidas, específicamente para detectar el cáncer de mama.
Durante la pandemia de COVID-19 en verano de 2020, Bajramović y su fundación se asociaron con la Bosnia and Herzegovina Women's Roma Network, la Fundación Comunitaria Tuzla, y el Foro de Solidaridad Internacional Emmaus para proporcionar ayuda y suministros alimentarios a las comunidades romanís locales alrededor de Kiseljak. Ayudó a coordinar la distribución de varios cientos de comidas al día por parte de voluntarios, así como varios proyectos de construcción, incluyendo un campo de fútbol y la reconstrucción de un canal averiado.
Además de proporcionar ayuda a las comunidades romanís durante la pandemia, Bajramović también documentó las desventajas presentes en las áreas rurales que se vieron agravadas por la pandemia. Señaló la menor proporción de estudiantes de las comunidades romanís que participan en clases en línea, el aumento de las tasas de violencia doméstica, y la discriminación en la atención médica. Destacó específicamente la falta de disponibilidad de pruebas de la COVID-19 en estas comunidades rurales.